# Макклэрнон, Лиз
Элизабет (Лиз) Макклэрнон (англ. Elizabeth Margaret "Liz" McClarnon, род. 10 апреля 1981) — британская певица, телеведущая, участница поп-группы Atomic Kitten.

## Музыкальная карьера
Лиз Макклэрнон родилась 10 апреля 1981 года в Ливерпуле, Великобритания. Она с юных лет увлекалась музыкой, но даже не могла рассчитывать на то, что этот интерес перерастет в профессиональный. В 1997 году, благодаря своему школьному учителю, Лиз получила возможность пройти прослушивание у Энди Маккласки, который задался целью создать новую поп-группу. В итоге, вместе с Хэйди Рэйндж (которую позднее сменила Наташа Хэмилтон) и Кэрри Катоной, она стала частью оригинального состава Atomic Kitten. Первая запись девичьего музыкального коллектива вышла в 1999 году. В 2001 году по причине беременности группу покинула Керри Катона, её заменила Дженни Фрост.
В составе Atomic Kitten Макклэрнон имеет в активе ряд альбомов и синглов, проданных общим тиражом в 10 миллионов экземпляров, 3 сингла покоривших британский хит-парад («Whole Again», «Eternal Flame», «The Tide Is High») и 2 альбома, возглавивших альбомный чарт Соединенного Королевства: Right Now и Feels So Good.
В 2005 году у Макклэрнон начинается сольная карьера. Для начала приняла участие в гастрольном туре Робина Гибба, а 13 февраля 2006 года состоялся релиз сольного дебюта английской певицы. Им стала кавер-версия песни Барбры Стрейзанд «Woman in Love». Звукозаписывающая компания приняла решение выпустить песню в составе двойного А-сингла, второй композицией которого стал трек «I Get the Sweetest Feeling», в оригинале записанный Джеки Вилсоном. Сингл вошёл в Top 5 британского хит-парада и достиг 16 строчки в Испании. Помимо этого, Макклэрнон приняла участие в съёмках клипа на песню «Da Ya Think I’m Sexy?», записанную при участии девушек из «горячей сотни» журнала FHM. В 2007 году, желая участвовать в песенном конкурсе «Евровидение», Макклэрнон записала песню «Don’t It Make You Happy». Однако английская публика отдала предпочтение группе Scooch с композицией «Flying the Flag (for You)».
В 2009 году записала сингл «Lately» как часть всемирного проекта «Global One Music Project», в рамках которого песня исполняется по всему миру на разных языках разными музыкантами. Несмотря на активную ротацию на британских радиостанциях, запланированный на 18 мая 2009 года релиз сингла на физическом носителе был перенесён на неопределённый срок. Макклэрнон, тем временем, занялась телевизионной карьерой.
В 2012 году в рамках проекта The Big Reunion Макклэрнон, Наташа и Кэрри заявили о возрождении Atomic Kitten.

## Сольная дискография

### Синглы
- «Woman in Love»/«I Get the Sweetest Feeling» (2006)
- «(Don’t It Make You) Happy» (2007)
- «Lately» (2008)